# Екатерина Греческая и Датская
Принцесса Екатерина Греческая и Датская (греч. Πριγκίπισσα Αικατερίνη της Ελλάδας και Δανίας, 4 мая 1913, Афины — 2 октября 2007, Лондон) — третья дочь и шестой ребёнок короля Греции Константина I и королевы Софии.

## Происхождение
Её дедушка был король Греции Георг I, сын короля Дании Кристиана IX, а бабушкой Великая княгиня Ольга Константиновна, внучка императора Николая I и императрицы Александры Фёдоровны, принцессы Шарлотты Прусской. Её мать была дочерью германского императора и прусского короля Фридриха III и Виктории Саксен-Кобург-Готской, старшей дочери королевы Великобритании Виктории и Альберта Саксен-Кобург-Готского.
Екатерина родилась в королевском дворце в Афинах. Через несколько недель её дед король Греции был убит в Салониках. У неё было пятеро братьев и сестёр — три брата (Георгий, Александр и Павел, каждый из которых стал королём Греции) и две сестры (Елена, которая вышла замуж за короля Румынии Кароля II, и Ирина которая вышла замуж за принца Аймоне Савойского). Принц Филипп, герцог Эдинбургский был её двоюродным братом.

## Жизнь в изгнании
Её отец отрекся от престола в 1917 году. На греческий престол взошёл брат Екатерины Александр I. Она и её родители были сосланы в Швейцарию. Они вновь вернулись в Грецию после смерти Александра в 1920 году, но её отец снова отрёкся от престола в 1922 году. Изгнанный, на этот раз на Сицилию, её отец скончался в Палермо в 1923 году. Семья переехала во Флоренцию, где Екатерина занялась живописью. Её второй брат Георг стал королём Георгом II в 1922 году, но был свергнут в 1924 году.
Екатерина получила образование в Англии, в школе-интернате, а затем на севере в Форленд Лодж. Её мать умерла в январе 1932 года, после чего она продолжала жить на вилле во Флоренции со своей сестрой Еленой. Она и будущая королева Елизавета II были подружками невесты на свадьбе своей двоюродной сестры, принцессы Марины, которая выходила замуж за герцога Кентского в 1934 году. Интересно отметить, что через Кристиана IX Екатерина была двоюродной сестрой принца Филиппа, мужа королевы Великобритании Елизаветы II, и троюродной кузиной самой Елизаветы.

## Возвращение в Грецию и брак
Её брат, Георг, был восстановлен на троне в 1935 году, и Екатерина вернулась в Грецию с сестрой, Ириной. Она присоединилась к греческому Красному Кресту во время Второй Мировой войны в 1939 году. В 1941 году она переехала в Южную Африку со своим третьим братом Павлом, где она продолжала работать в качестве медсестры в Кейптауне. Она не слышала ничего о своей сестре Елене в течение четырёх лет. Екатерина вернулась в Англию в 1946 году на пароходе Кунард SS Аскания. На борту она встретила Ричарда Кэмпбелла Брандрама (5 августа 1911 — 5 апреля 1994), офицера Королевской артиллерии. Они поженились 21 апреля 1947 года в королевском дворце в Афинах. Её брат, Георг, умер 1 апреля, за три недели до свадьбы, и королём стал её третий брат Павел. Он был шафером на её свадьбе и царствовал до 1964 года.
Она сопровождала своего мужа в Багдаде, но позднее они поселились в Англии. Принцесса получила разрешение на титул леди Кэтрин Брандрам, и король Георг VI дал ей его. Однако этот титул был действителен только на территории Соединённого Королевства, а вне Великобритании она оставалась Принцессой Греческой и Датской Екатериной. Она и её муж жили в Итон-сквере в районе Белгравии, а затем переехали в Марлоу.
После смерти инфанты Беатрисы Испанской в 2002 году, Екатерина была последней выжившей правнучкой королевы Виктории (она также внучка Фридриха III, императора Германии и императрицы Виктории, старшей дочери королевы). Она прожила почти 87 лет после смерти своего брата, короля Александра I. После её смерти в 2007 году, в живых остался лишь один правнук королевы — принц Карл Юхан Шведский (родился 31 октября 1916 года). С момента смерти её сестры принцессы Ирины, герцогини Аостской в 1974 году, до времени своей смерти, она была самой старшей из потомков королевы Виктории.

## Дети
Принцесса Екатерина Греческая и Датская и Ричард Кэмпбелл Брандрам имели одного сына:
- Ричард Пол Джордж Эндрю Брандрам (1 апреля 1948 — 9 мая 2020[3]), первый брак — с Дженнифер Дианой Стил, второй брак — с Дианой Гревилл-Вильямс, 12 февраля 1975 г. У пары было трое детей:
  - София Брандрам (род. 23 января 1981), замужем за Хамфри Воэлкере с 2017 года
  - Николас Джордж Брандрам (род. 23 апреля 1982)
  - Алексия Кэтрин Брандрам (род. 6 декабря 1985)

## Титулы
- 4 мая 1913 — 21 апреля 1947: Её Королевское Высочество Принцесса Екатерина Греческая и Датская.
- 21 апреля 1947 — 2 октября 2007: Леди Екатерина Брандрам.